# Passage East
Passage East (iriska: An Pasáiste) är en ort i republiken Irland.   Den ligger i grevskapet Waterford och provinsen Munster, i den sydöstra delen av landet, 130 km söder om huvudstaden Dublin. Antalet invånare är 806.
Terrängen runt Passage East är platt. Havet är nära Passage East åt sydost.  Närmaste större samhälle är Waterford, 10,1 km väster om Passage East. 